# Del Vasto

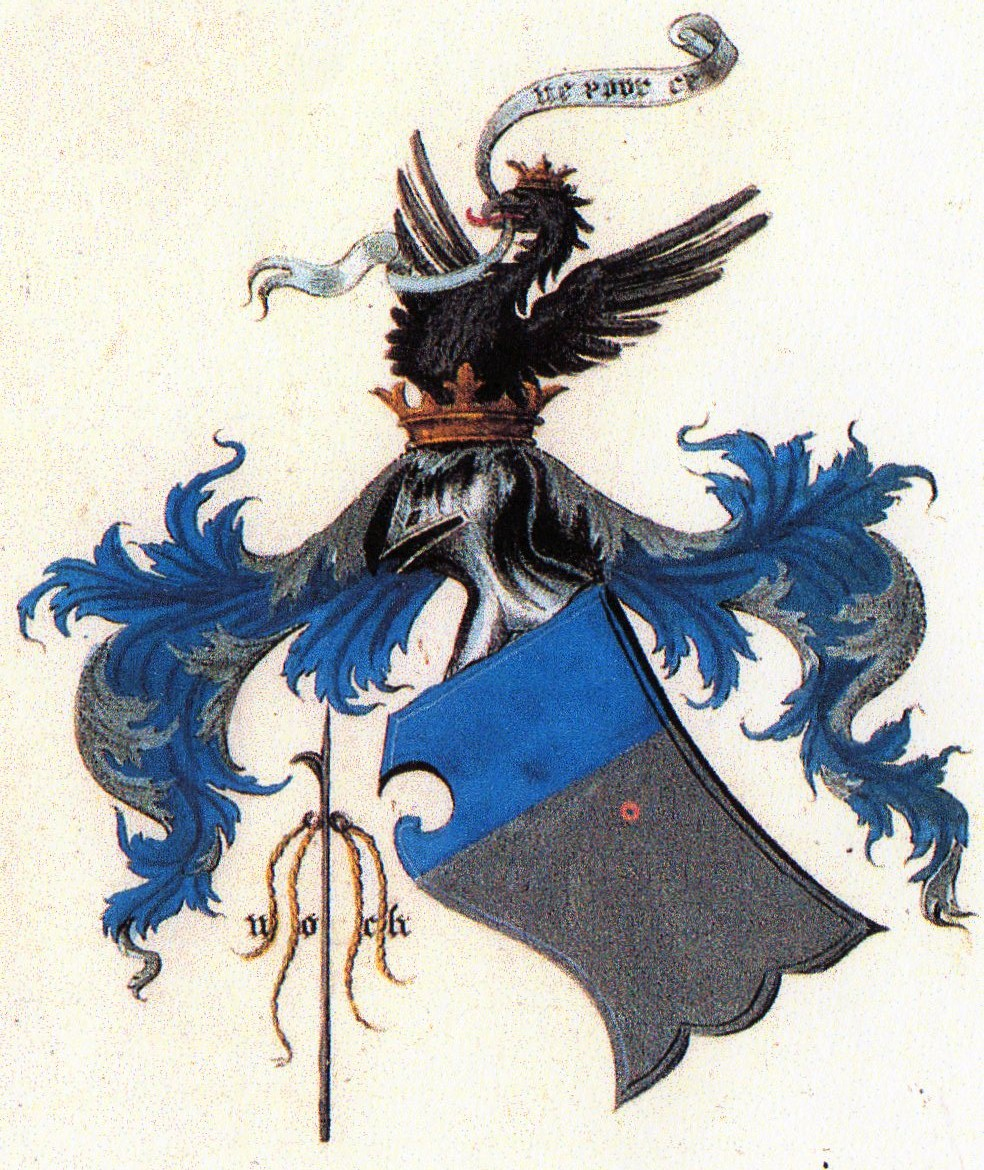
Stemma della casa del Vasto

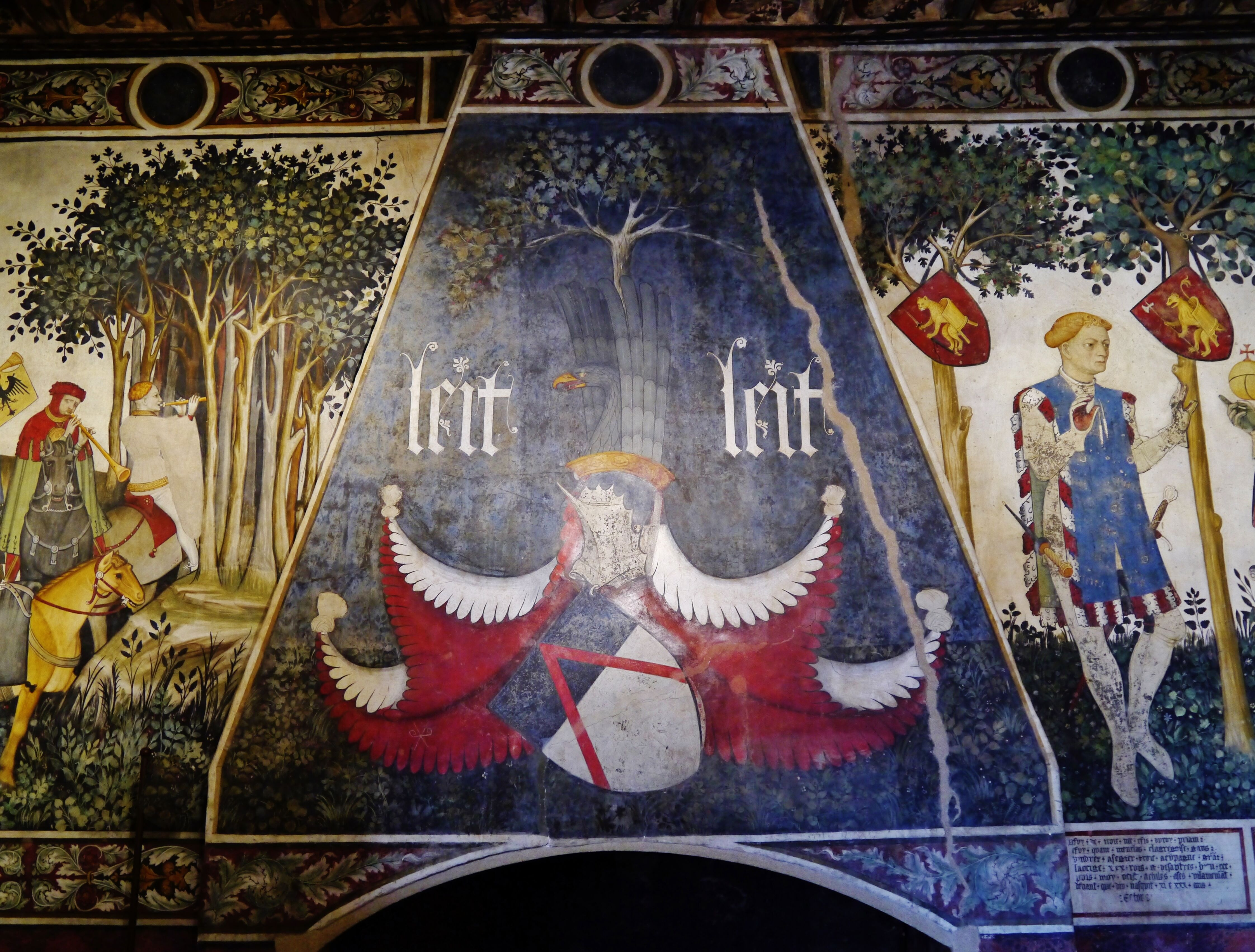
Stemma della casa del Vasto al Castello della Manta.

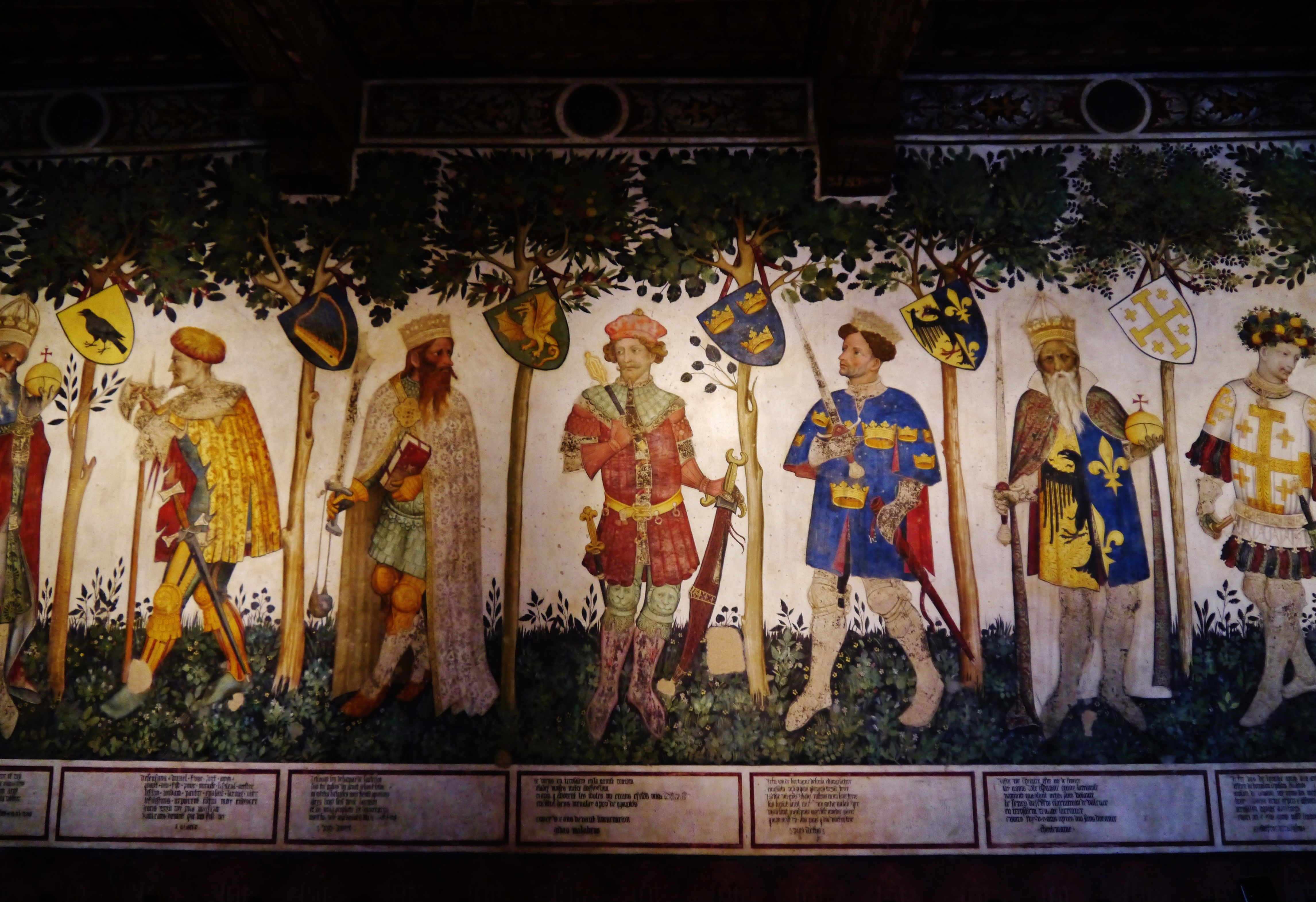
I del Vasto di Saluzzo al Castello della Manta

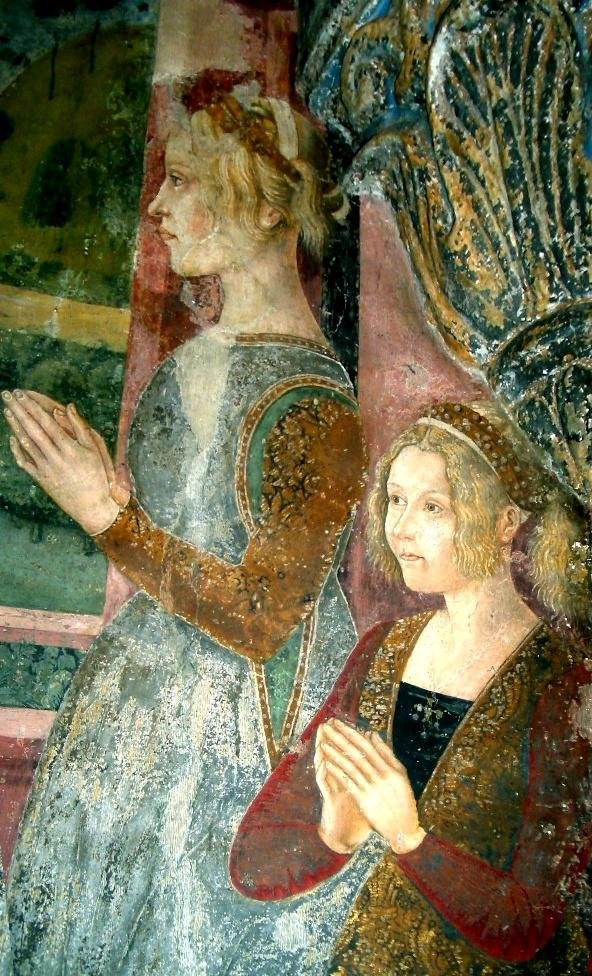
Giovanna Paleologa, marchesa consorte di Saluzzo, e la sorella Bianca, duchessa di Savoia (XV secolo).

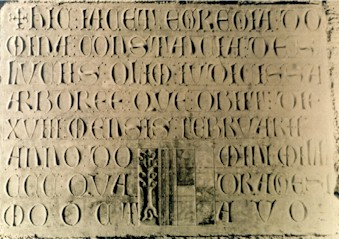
Lapide di Costanza del Vasto, giudicessa consorte di Arborea.

Del Vasto fu il nome d'una delle più note consorterie della dinastia franca degli Aleramici, sovrani della marca di Savona (anche della Liguria Occidentale) e parte del Piemonte, nella cosiddetta Marca Aleramica e sui ampi territori da loro ereditate nella Marca Arduinica. La denominazione del Vasto, ancora controversa, viene attribuita alla discendenza del marchese Ottone III di Savona, compressi i successivi marchesi di Savona, Saluzzo, Incisa, Ceva, Clavesana e Busca (tra cui i Lancia e i del Carretto).
In qualità di sovrani della Liguria Occidentale sono stati coinvolti nelle grandi affari del Mediterraneo, stringendo importanti alleanze con i regni di Sicilia e di Gerusalemme (da cui gli sponsali di Adelasia ed Enrico del Vasto, e secondo alcuni del padre di Tancredi di Galilea), e con la Francia (da cui gli sponsali di Bonifacio del Vasto). Dai rapporti con gli imperatori della Casa di Svevia i del Vasto acquistarono una crescente importanza nel contesto delle guerre guelfe-ghibelline del nord d'Italia, ottenendo la carica di vicario imperiale del Piemonte (da Manfredi I Lancia) e della Riviera di Ponente (da Giacomo del Carretto), nonché gli sponsali "in articulo mortis" tra Bianca Lancia e l'imperatore Federico II. 
Dopo la sconfitta del partito imperiale in Italia, i del Vasto vengono costretti alla sottomissione ai liberi comuni di Savona, Genova ed Asti, eccettuando i marchesati del Finale e di Saluzzo la cui sovranità ritengono fino al XVII secolo.

## Origini
I marchesi del Vasto (o de Wasto o de Guasto) traggono origine da Anselmo I di Savona, il figlio secondogenito e maggior sopravvissuto di Aleramo  (Guglielmo, il primogenito è stato morto prima dal padre senza discendenza).
Dato che il nome del Vasto compare per la prima volta in due diplomi del Barbarossa nel 1162, i marchesi del Vasto sono convenzionalmente indicati dai genealogisti anche col titolo di marchesi della Liguria Occidentale o marchesi di Savona. Il nome del territorio significa "territorio devastato", "deserto": l'area assunse tale nome in quanto soggetto alle incursioni dei saraceni di Frassineto (vedi dopo).
Una marca di nome Vasto non è mai esistita, e neppure un marchesato. Il territorio, su cui dominava Bonifacio, non corrispondeva più a nessuna delle antiche marche, né ai marchesati creati dai figli. Il nome de Wasto compare per la prima volta in documenti scritti tre decenni dopo la sua morte (vedi sopra) ed egli non accompagnò mai il titolo marchionale con specificazioni di carattere distrettuale o signorile. Il significato del nome è stato quindi oggetto di diverse ipotesi.
Il nome "del Vasto" fu deposto dai discendenti, ma ebbe una fortuna straordinaria soprattutto fra i cronisti saluzzesi, come Gioffredo della Chiesa. Questi, pur ipotizzando un collegamento col luogo di Vasco presso Mondovì, già menziona l'ipotesi, ripresa dalla storiografia più recente, secondo la quale il nome indica il territorio spopolato fra l'Orba e il Tanaro donato il 23 marzo 967 ad Aleramo dall'imperatore Ottone I di Sassonia (illas cortes in desertis locis a flumine Tanari usque ad flumen Urbam). Questo territorio, boscoso e incolto, era stato devastato nel corso del secolo precedente da incursioni brigantesche, provenienti, o comunque favorite dai cosiddetti "saraceni" di Frassineto. "Vasto" significa proprio "reso deserto con devastazioni". Il territorio, ormai ripopolato e coltivato, divenne il nocciolo dell'asse ereditario dei marchesi aleramici, detti appunto del Vasto.
Un esame dei nomi delle corti elencate nella donazione ottoniana consente di identificarne i confini. Anche se l'interpretazione del nome di alcune corti è opinabile, possiamo individuare tre aree: l'alta valle del Tanaro (Bagnasco, Massimino e Nucetto); una lingua di territorio compreso fra la Bormida di Millesimo e il Belbo (Saliceto, Prunetto, Cortemilia, ecc.), che manterrà nei secoli il nome di Langa (... vulgariter enim loca deserta Langae dicuntur..., secondo il Lünig) e i monti dell'Appennino fra la Bormida di Spigno e l'Orba (Dego, Mioglia, Giusvalla, Sassello, Ponzone). Quest'ultima area, o almeno una parte di essa (il territorio montuoso compreso fra Dego, Montenotte, Carcare e Cairo), mantenne per alcuni secoli, secondo Riccardo Musso, il toponimo Vasto (cfr. suo studio in bibliografia).
L'ipotesi, proposta oltre un secolo fa da Ferdinando Gabotto, che collegava il nome alla città di Vasto, in Abruzzo, è priva di qualunque riscontro ed è forse stata suggerita solo dal fatto che secoli dopo anche questo territorio diede luogo e nome ad un altro marchesato del Vasto, infeudato alla famiglia D'Avalos.
Secondo altri storici, il termine non indicherebbe un luogo devastato da briganti o saraceni entrato in possesso a Bonifacio, ma al fatto che in questa epoca di riordinamento signorile del regno d'Italia (e nello specifico la lotta di Bonifacio per acquisire l'eredità degli Arduinici), il soprannome sia da legare invece alle azioni devastati perpetrate da Bonifacio nell'acquisire il potere, origine comune ai Pallavicino (da "Pelavicino"), ai Malaspina, ai Guidi (che ebbero spesso il soprannome di Guerra) eccetera.

## Genealogia schematica dei marchesi del Vasto
Da Anselmo I e da Gisella (Gisla) di Vicenza, figlia del marchese-re Adalberto II d'Ivrea figlio di Berengario II, nacquero Anselmo II del Vasto e Oberto di Sezzadio, che diedero origine rispettivamente al marchesi del Vasto e ai marchesi di Sezzadio.
La linea di Sezzadio (Sezzè), costituita da un altro Oberto e da un Ottoberto (“Autbertus”), forse coincidente col secondo Oberto, si estinse in linea maschile: l'ultima discendente sembra aver sposato Bonifacio del Vasto, che in tal modo ricostituì l'integrità del patrimonio familiare.

Da Anselmo II del Vasto e da Adelaide degli Obertenghi nacque Anselmo III del Vasto (e un fratello Ugo II del Vasto, capostipite dei marchesi del Bosco e di Ponzone) padre di Ottone III del Vasto, identificato anche come Teuto (o Téutone), nome normalmente abbreviato in Tete o italianizzato in Teottone. Il matrimonio di Teuto (Ottone III) con Berta di Torino, figlia dell'ultimo marchese arduinico Olderico Manfredi II di Torino e sorella di Adelaide di Susa, è all'origine dell'espansione dell'area d'influenza dei marchesi del Vasto nella Liguria occidentale e nel Cuneese. Questi furono i genitori di Bonifacio del Vasto.
|                          |                          |                                               |                                                           |                                                           |                                                                |             |                                         |                                         |                |                          |                          |            |                  |                  |
|                          |                          |                                               |                                                           |                                                           | Aleramo del Monferrato *958 †991 ⚭ (I) ? ⚭ (II) Gerberga *? †? |             |                                         |                                         |                |                          |                          |            |                  |                  |
|                          |                          |                                               |                                                           |                                                           |                                                                |             |                                         |                                         |                |                          |                          |            |                  |                  |
|                          |                          |                                               |                                                           |                                                           |                                                                |             |                                         |                                         |                |                          |                          |            |                  |                  |
| (I) Guglielmo II *? †961 | (I) Guglielmo II *? †961 | (I) Anselmo I *? †998 ⚭ Gisla di Milano *? †? | (I) Anselmo I *? †998 ⚭ Gisla di Milano *? †?             |                                                           |                                                                |             |                                         |                                         |                | (I) Ottone I *? †991 ⚭ ? | (I) Ottone I *? †991 ⚭ ? |            |                  |                  |
|                          |                          |                                               |                                                           |                                                           |                                                                |             |                                         |                                         |                |                          |                          |            |                  |                  |
|                          |                          |                                               |                                                           |                                                           |                                                                |             |                                         |                                         |                |                          |                          |            |                  |                  |
| Oberto I *? †~1030       | Oberto I *? †~1030       |                                               | Anselmo II *? †ante1055 ⚭ Adelasia degli Obertenghi *? †? | Anselmo II *? †ante1055 ⚭ Adelasia degli Obertenghi *? †? | Ugo I *? †?                                                    | Ugo I *? †? | Guglielmo III *970 †1042 ⚭ Waza ? *? †? | Guglielmo III *970 †1042 ⚭ Waza ? *? †? | Riprando *? †? | Riprando *? †?           | Otta *? †?               | Otta *? †? | Gualderada *? †? | Gualderada *? †? |
|                          |                          |                                               |                                                           |                                                           |                                                                |             |                                         |                                         |                |                          |                          |            |                  |                  |
|                          |                          |                                               |                                                           |                                                           |                                                                |             |                                         |                                         |                |                          |                          |            |                  |                  |
| · Marchesi · di Sezzè    | · Marchesi · di Sezzè    | Anselmo III *? †?                             | Anselmo III *? †?                                         | Ugo II Marchesi del Bosco *? †?                           | Ugo II Marchesi del Bosco *? †?                                |             | · Marchesi · del Monferrato             | · Marchesi · del Monferrato             |                |                          |                          |            |                  |                  |
|                          |                          |                                               |                                                           |                                                           |                                                                |             |                                         |                                         |                |                          |                          |            |                  |                  |
|                          |                          |                                               |                                                           |                                                           |                                                                |             |                                         |                                         |                |                          |                          |            |                  |                  |
|                          |                          | · Marchesi · di Savona                        |                                                           |                                                           |                                                                |             |                                         |                                         |                |                          |                          |            |                  |                  |

## Bonifacio del Vasto "il più famoso marchese d'Italia"
Bonifacio aveva due fratelli (maggiori?), Anselmo IV e Manfredi, che risultano nuper intereptorum nel 1080, cioè probabilmente deceduti in combattimento nel 1079. Anselmo aveva sposato, o almeno contratto formale promessa (= desponsata), l'ultima discendente dei marchesi di Sezzadio. Subito dopo la morte del fratello Bonifacio sembra averla sposata a sua volta, nonostante l'opposizione di papa Gregorio VII, che considerava "incestuoso" il matrimonio. Da questo primo matrimonio nacquero Bonifacio, capostipite dei marchesi di Incisa, e una figlia, promessa sposa al re di Francia Luigi VI. Il matrimonio di Bonifacio, però, fu dichiarato illegittimo dal papa e anche le nozze di sua figlia sfumarono.
Bonifacio, inoltre, divenne tutore dei figli di suo fratello Manfredi: Adelaide (o Adelasia) ed Enrico del Vasto. Fu, quindi, probabilmente, Bonifacio a combinare nel 1089 il matrimonio di Adelaide con Ruggero I di Sicilia. La famosissima Adelaide in seguito divenne anche regina di Gerusalemme.
Si suppone che poco dopo questa data Bonifacio del Vasto, principale erede della linea di Anselmo III (figlio di Anselmo II del Vasto e nipote di Anselmo I), abbia stipulato un accordo di divisione con i marchesi del Monferrato, discendenti da Ottone, altro figlio di Aleramo. Solo allora i Monferrato si radicarono esclusivamente nella porzione settentrionale dei domini di Aleramo (cedendo fra l'altro i beni patrimoniali attestati a Dego, Spigno e Torre Uzzone), mentre Bonifacio rinunciò, ad esempio ai diritti su Felizzano.
Dopo questo accordo i domini di Bonifacio sembrano coprire un vasto territorio fra la costa ligure e l'Astigiano, dove Bonifacio deteneva il castello di Loreto, nei pressi di Costigliole d'Asti. Poco dopo, con la morte di sua zia, Adelaide di Susa, Bonifacio estese i propri domini verso occidente acquisendo i beni arduinici nei territori di Saluzzo, Ceva, Albenga, ecc. A ragione del suo definitivo e esteso radicamento territoriale nel Piemonte meridionale e nella Liguria Occidentale, Bonifacio deve essere giustamente considerato il vero e proprio ri-fondatore dei marchesi del Vasto. Secondo il cronista siciliano di origine normanna Goffredo Malaterra, Bonifacio fu il più famoso marchese d'Italia.

### L'espansione in Piemonte tra XI e XII secolo
A partire dal 1091, quando si spense la zia materna, Adelaide di Susa, e così si estinse la dinastia dei marchesi arduinici, Bonifacio del Vasto poté estendere la sua egemonia sui territori precedentemente appartenuti alla marca di Torino, scontrandosi con un altro importante pretendente: Umberto II di Savoia, conte di Moriana. Alleandosi con alcuni ricchi feudatari e con il vescovo di Torino, Mainardo, Bonifacio effettuò una formidabile espansione nel periodo a cavallo tra l'XI e il XII secolo e s'impadronì di ampi territori arduinici fra Alba, Saluzzo e Albenga. La definizione degli ambiti di potere di Bonifacio e Umberto di Moriana si stabilì lungo un confine situato fra Staffarda e Carmagnola, lungo la linea del Po. Questo confine corrisponde tuttora approssimativamente al confine settentrionale della provincia di Cuneo.
Verso la fine del secolo Bonifacio strinse forti legami con i reali di Francia, Dopo aver posto la nipote sul trono di Sicilia per poco mancò di collocare la figlia sul trono di Francia (come detto sopra). Egli, a sua volta, sposò nel 1099 Agnese di Vermandois, figlia di Ugomagno, il fratello del re Luigi VI. Si osservi che Ugomagno aveva guidato il contingente francese alla prima crociata appena l'anno precedente e che proprio durante la crociata (1098) Umberto di Moriana sottoscrisse un accordo con il comune di Asti per spartirsi i domini di Bonifacio di provenienza arduinica. Sorge il sospetto che anche Bonifacio sia stato in Palestina, benché non ci sia prova documentale.

### Discendenza di Bonifacio del Vasto
Da Agnese di Vermandois, Bonifacio del Vasto ebbe sette figli maschi, che diedero origine a diverse linee dinastiche:
- Manfredo, che diede origine ai marchesi di Saluzzo;
- Guglielmo, che generò i marchesi di Busca e, secondo alcuni autori i Lancia;
- Ugo di Clavesana, morto senza figli;
- Anselmo, da cui prendono origine i marchesi di Ceva e Clavesana;
- Enrico I Guercio, da cui discendono i marchesi Del Carretto;
- Oddone Boverio, marchese di Loreto, che dopo pochi anni alienò parte dei suoi feudi agli Astigiani, mentre il resto (diviso in sedicesimi) fu ereditato dagli altri rami di marchesi del Vasto;
- Bonifacio il Minore, vescovo e marchese di Cortemilia.

Ebbe anche una figlia, Sibilla, che sposò Guglielmo VI signore di Montpellier. La discendenza di Bonifacio fu numerosa e articolata in numerose dinastie.

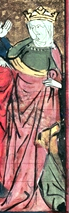
Adelasia del Vasto, reggente di Sicilia e regina di Gerusalemme (c. 1307).

## Idel Vastoin Sicilia: alleanza tra i normanni d'Altavilla
Il matrimonio avvenuto nel 1089 tra Adelasia del Vasto e il gran conte Ruggero I di Sicilia si inquadra nei rapporti probabilmente intensi, anche se poco documentati, fra gli Aleramici e gli Altavilla, che si svilupparono durante la crociata, ma che erano nati durante le ultime fasi della conquista della Sicilia. Non è inverosimile che i fratelli di Bonifacio possano aver combattuto in Sicilia poco prima della loro morte. Come si ritiene che il fratello di Adelaide, Enrico, fosse già personaggio di primo piano della corte normanna nel 1094.
Oltre ad Adelaide, si trasferirono in Sicilia, anche due sorelle, che sposarono due figli illegittimi di Ruggero, Giordano e Goffredo, mentre il fratello Enrico sposò Flandina, figlia di Ruggero e Giuditta d'Evreux, e divenne conte di Paternò e Butera e capo degli Aleramici in Sicilia. Suo figlio Simone, conte di Butera e di Policastro, ebbe un figlio legittimo Manfredo e uno illegittimo, Ruggero, ma la linea maschile del ramo siciliano si estinse nel corso del XII secolo.
A questi matrimoni tra aleramici e normanni «non furono estranei moventi di ordine politico». Subito dopo la conquista dell'isola, gli Altavilla incoraggiarono una decisa politica d'immigrazione della loro gentes, francese (normanni, bretoni e provenzali) e dell'Italia settentrionale (lombardi, provenienti perlopiù dai territori aleramici), anche con la concessione di privilegi. L'obiettivo era quello di rafforzare l'elemento italico, affine ai conquistatori franco-normanni e ai del Vasto, «e fare di questi elementi etnici di origine latino-germanica un contrappeso» ai più numerosi greco-bizantini e arabo-saraceni già presenti in Sicilia.
Uno degli ultimi aleramici a trasferirsi in Sicilia fu Antonio Del Carretto, che sposò in seconde nozze Costanza Chiaromonte, figlia di Federico II Chiaromonte barone di Racalmuto ed esponente della fazione dei Latini. Il ramo siciliano, di cui Antonio fu capostipite, si estinse nel Settecento.

### Annotazioni
1. ↑  Figlia del re Berengario II d'Ivrea.
2. ↑  Fondatore della breve linea marchionale dei Sezzadio (Cfr. Andrea Paleologo Oriundi, pp. 44, 45).
3. ↑  Figlia di Alberto Azzo I.
4. ↑  Citato solo una volta, in un documento del 1014, definito in esso clerico. Non prese però mai i voti: questa definizione gli fu attribuita perché ricevette un'istruzione, evento non comune per l'epoca. Dopo la morte di Enrico II, andò in Francia ad offrire la corona italica a nome di molti maggiorenti italiani al re dei Franchi Roberto II o ai suoi figli, poi la offrì a Guglielmo V di Aquitania o ai suoi figli. L'ambasceria si concluse con un nulla di fatto e Corrado II cinse la corona italica. Non ebbe figli (Cfr. Andrea Paleologo Oriundi, pp. 44, 45).

### Fonti
1. ↑   VASTO, del - Enciclopedia, su Treccani. URL consultato il 4 febbraio 2025.
2. ↑   Tancredi d’altavilla - Enciclopedia, su Treccani. URL consultato il 4 febbraio 2025.
3. ↑   Andrea Paleologo Oriundi, Storia degli Aleramici,  p. 31, ISBN 978-88-6288-543-0.
4. ↑   Luigi Provero, Dai marchesi del Vasto ai primi marchesi di Saluzzo: sviluppi signorili entro quadri pubblici (secoli XI-XII), Torino, 1992,  pp. 113-114.
5. 1 2   Alessio Fiore, Il mutamento signorile. Assetti di potere e comunicazione politica nelle campagne dell'Italia centro-settentrionale (PDF), Firenze University Press,  pp. 36-37, ISBN 978-88-6453-511-1.
6. 1 2   Luigi Provero, L'Italia dei poteri locali. Secoli X-XII, Roma, Carocci editore, 2003,  p. 36, ISBN 978-8843016921.
7. ↑  Andrea Paleologo Oriundi, pp. 44, 45.
8. 1 2  Andrea Paleologo Oriundi, pp. 39-41.
9. ↑  Nel 1078 una divisione dell'esercito di Ruggero I, che assediava Taormina, era comandata da un Othonus, identificato con l'Odobonus Marchisus, che compare in altri documenti. Il nome "marchisus" individuerebbe, secondo alcuni storici, un aleramico e quindi confermerebbe la presenza di aleramici in Sicilia ben prima del matrimonio di Ruggero con Adelaide del Vasto. Secondo Orderico, Odobono aveva sposato Emma, sorella di Roberto il Guiscardo. I suoi figli Tancredi e Guglielmo parteciparono alla Prima Crociata al seguito dello zio Boemondo d'Altavilla. Secondo il cronista Roberto "monaco" di Reims, Guglielmo Marchisus accompagnò a Costantinopoli proprio Ugomagno di Vermandois, la cui figlia sposò Bonifacio del Vasto; un ulteriore legame fra Bonifacio e i capetingi. Cfr. Evelyn Jamison, Some notes on the "Anonymi Gesta Francorum", with special reference to the Norman contingent from South Italy and Sicily in the First Crusade, in Studies in French Language and Mediaeval Literature: presented to professor Mildred K. Pope, a cura di Mildred K. Pope, 1969, pp. 194-197.
10. ↑  R. Pirro, Sicilia Sacra, (a cura di A. Mongitore), Palermo 1733, notitia IV, p. 771, col. 2.
11. 1 2  «Alla conclusione di tali matrimoni non furono estranei moventi di ordine politico: Ruggero I veniva insediando gli immigrati in una zona della Sicilia gravitante intorno all'Etna, zona che stava a cavaliere tra l'area occidentale abitata da Arabi e quella orientale popolata da Greco-Bizantini. Era suo interesse legare alla dinastia e ai conquistatori franco-normanni l'affine elemento italico, in cui primeggiavano i del Vasto, e fare di questi elementi etnici di origine latino-germanica un contrappeso agli altri due elementi, l'arabo e il greco, esistenti nell'isola». E. Pontieri da Adelasia del Vasto, ad vocem, Dizionario Biografico degli Italiani, Treccani.
12. ↑  Francesco Barone, Islām in Sicilia nel XII e XIII secolo: ortoprassi, scienze religiose e tasawwuf, in L'Islam in Europa tra passato e futuro, a cura di Saverio Di Bella, D. Tomasello, Pellegrini Editore, Cosenza 2003, p. 104.